# Бертини, Сильвано
Сильва́но Берти́ни (итал. Silvano Bertini, 27 марта 1940, Синья — 27 июня 2021) — итальянский боксёр средних весовых категорий. В середине 1960-х годов выступал за сборную Италии: бронзовый призёр летних Олимпийских игр в Токио, обладатель серебряной медали чемпионата Европы, двукратный чемпион национального первенства, участник многих международных турниров и матчевых встреч. В период 1965—1973 боксировал на профессиональном уровне, владел титулом чемпиона ЕБС, был претендентом на титул чемпиона мира по версиям ВБС и ВБА.

## Биография
Сильвано Бертини родился 27 марта 1940 года в коммуне Синья, регион Тоскана. Активно заниматься боксом начал в раннем детстве, проходил подготовку в местном спортивном клубе G. S. Gaetano Donizetti. Первого серьёзного успеха на ринге добился в 1962 году, когда в первом среднем весе выиграл золото на любительском чемпионате Италии. Год спустя съездил на чемпионат Европы в Москву, откуда привёз медаль серебряного достоинства (в решающем матче проиграл советскому боксёру Ричардасу Тамулису). В 1964 году во второй раз завоевал золото итальянского первенства и благодаря удачному выступлению на отборочных соревнованиях удостоился права защищать честь страны на летних Олимпийских играх в Токио. На Олимпиаде сумел дойти до стадии полуфиналов, после чего со счётом 2:3 уступил поляку Мариану Каспшику, который в итоге и стал олимпийским чемпионом.
Получив бронзовую олимпийскую медаль, Бертини решил попробовать себя среди профессионалов и покинул сборную (статистика в любительском боксе: 71 матч, 62 победы, 5 поражений, 4 ничьи). Его профессиональный дебют состоялся в январе 1965 года, своего первого соперника он победил по очкам в шести раундах. В течение трёх последующих лет провёл множество удачных поединков, завоевал и защитил титул чемпиона Италии в полусреднем весе, а в январе 1969 года выиграл титул чемпиона Европейского боксёрского союза (ЕБС). Тем не менее, оставался чемпионом Европы не долго, уже при первой же защите лишился чемпионского пояса, проиграв техническим нокаутом французу Жану Жослену.
Несмотря на поражение, Сильвано Бертини продолжил выходить на ринг, взял верх над несколькими крепкими боксёрам и в ноябре 1971 года попытался вернуть себе титул чемпиона ЕБС. Но неудачно, в тринадцатом раунде рефери вынужден был остановить матч, засчитав технический нокаут. Вскоре Бертини опять занял довольно высокие позиции в мировых рейтингах и летом 1973 года получил шанс побороться за титул чемпиона мира по версиям Всемирного боксёрского совета (ВБС) и Всемирной боксёрской ассоциации (ВБА). При всём при том, действующий многолетний чемпион японец Коити Вадзима оказался значительно сильнее, и после двенадцатого раунда угол претендента отказался от дальнейшего продолжения матча. Бертини не смог выиграть мировой титул и в том же году принял решение завершить карьеру спортсмена. Всего в профессиональном боксе он провёл 46 боёв, из них 42 окончил победой (в том числе 18 досрочно), три раза проиграл, в одном случае была зафиксирована ничья.
Умер 27 июня 2021.